# Servitenkloster Mutzschen

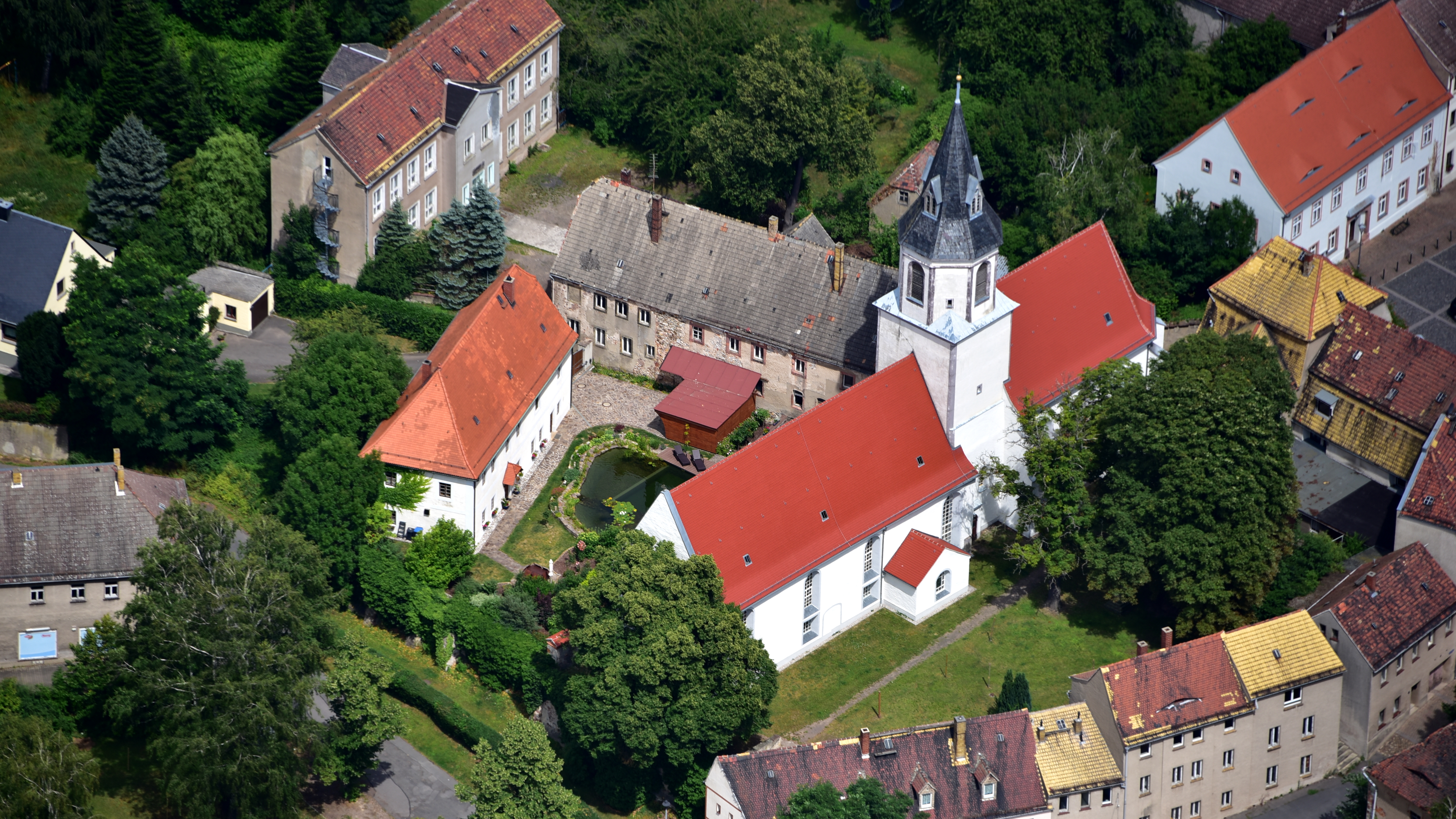
Stadtkirche Mutzschen. Ehemalige Kirche des Servitenklosters Mutzschen

Das Servitenkloster Mutzschen war eine Niederlassung des Bettelordens der Serviten (Ordo Servorum Mariae, volkstümlich auch Marienknechte genannt, Ordenskürzel: OSM) in Mutzschen, einem Ortsteil der Stadt Grimma im Landkreis Leipzig (Sachsen). Es wurde 1490 gegründet und löste sich um/vor 1530 auf.

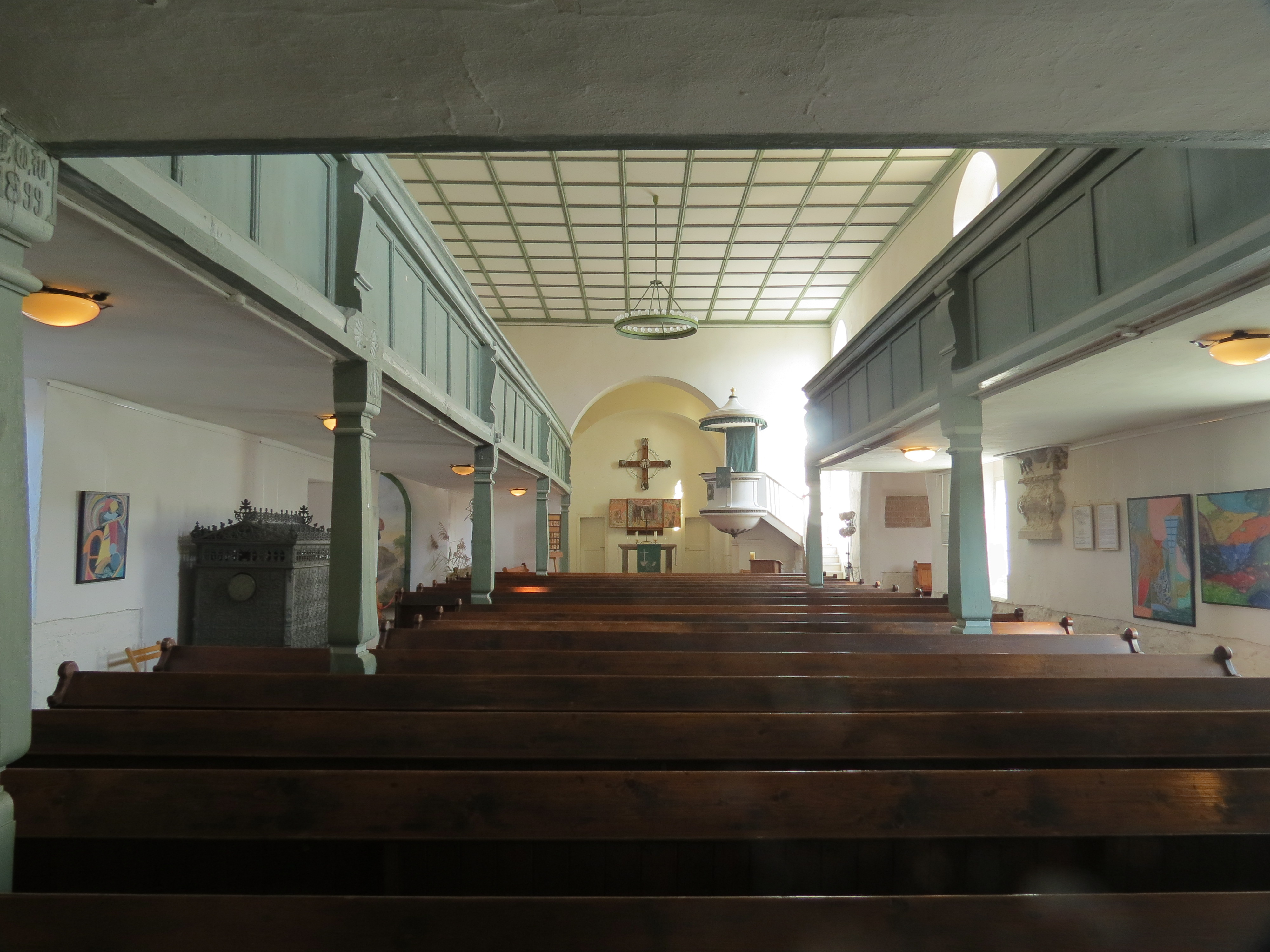
Schiff der Stadtkirche, Blick nach Osten

## Lage
Mutzschen liegt ca. 14 km östlich von Grimma und ca. 17 km westlich von Oschatz. Die kleine Stadt wurde zum 1. Januar 2012 in die Stadt Grimma eingegliedert und ist seither ein Ortsteil der Stadt Grimma. Die Konventsgebäude befanden sich nördlich der Kirche. Der Dehio nimmt an, dass evtl. sogar das Kantorenhaus ein ehemaliges Klostergebäude war. Das Gebäude ist allerdings barockzeitlich, ein älterer Vorgängerbau an derselben Stelle kann aber nicht ausgeschlossen werden.

## Geschichte
In der Beschreibung der Servitenklöster durch Antonio Alabanti von 1486 ist das Kloster noch nicht enthalten. In der südlichen Querschiffkapelle der Stadtkirche Mutzschen befindet sich ein in die Wand eingelassener Inschriftstein:
nach | cristi | geburt | tausent |virhunt

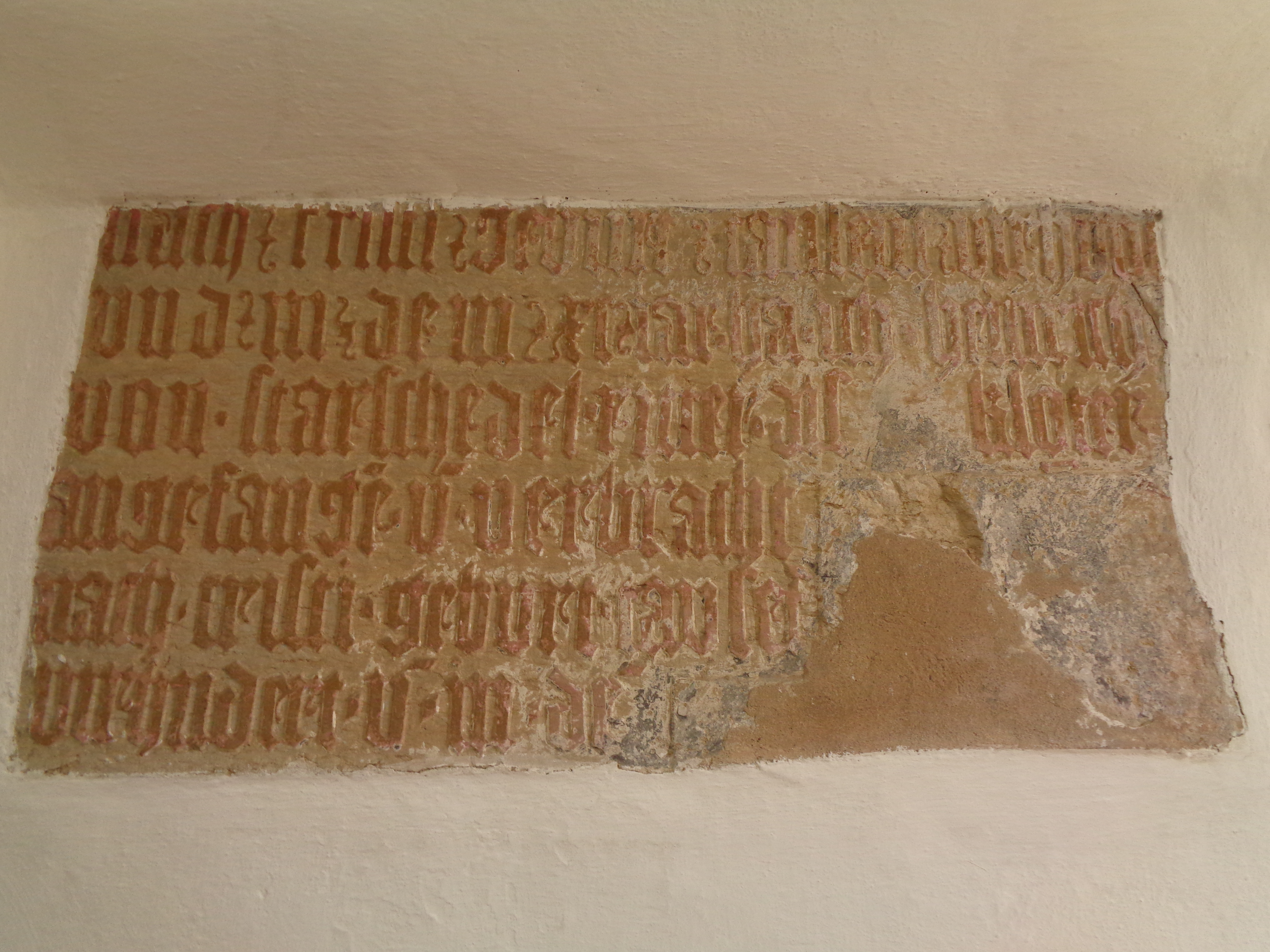
Inschriftstein in der südlichen Seitenkapelle der Stadtkirche von Mutzschen mit Text zur Gründung des Klosters Mutzschen durch Heinrich von Starschedel

und | in | dem | XC | iar . ha . ich . heinrich
von starschedel ritter dis kloter 
angefange u verbracht
nach cristi geburt tauset
virhndert v in de (... fehlt )

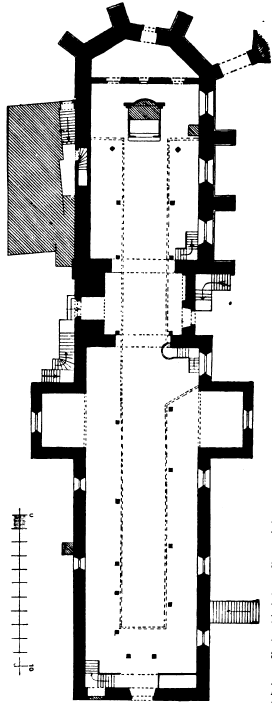
Grundriss der Stadtkirche Mutzschen (aus Gurlit, 1897)

Demnach wurde das Kloster 1490 von Heinrich von Starschedel gegründet. Er war im März 1476 zusammen mit Herzog Albrecht von Sachsen zu einer Pilgerfahrt ins Heilige Land aufgebrochen, und im Dezember selben Jahres wieder glücklich in Dresden angekommen.

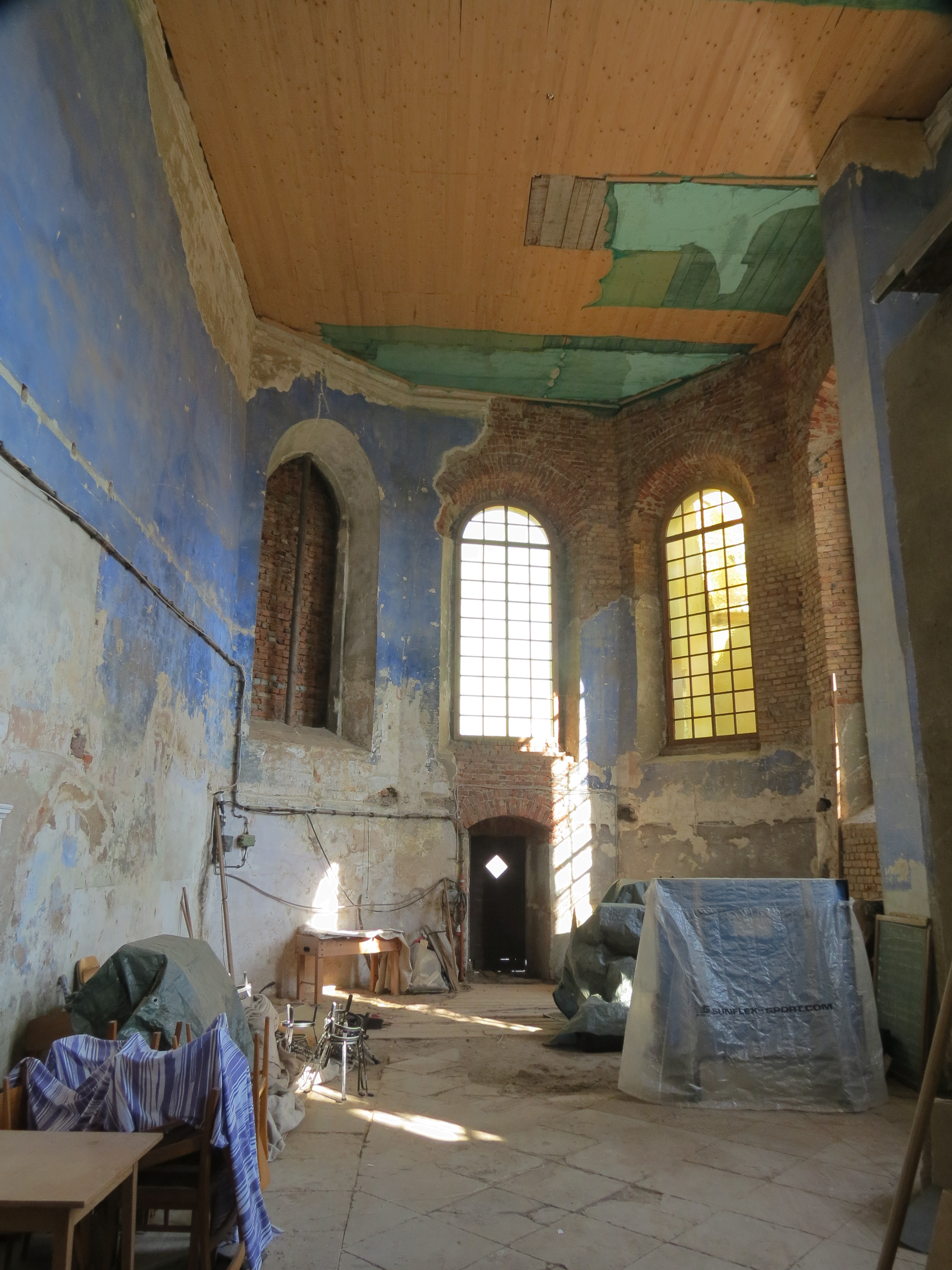
Der durch eine Mauer vom Schiff abgetrennte Chor, Blick nach Osten

Es besteht keinen Grund, das obige in der Inschrift angegebene Gründungsdatum anzuzweifeln, wie es anscheinend manche Autoren getan haben So findet sich auch das Datum 1496 für die Gründung des Konvent (z. B. Karl von Weber). Auch die Klosterdatenbank gibt als Gründungszeitraum 1486/1491 an, allerdings ohne nähere Quellenangabe. Schiffner schreibt, dass einer v. Starschedel das Kloster von 1490 bis 1496 erbaute. Aufgrund des fehlenden Datums in der Schlusszeile, wäre dies möglich.

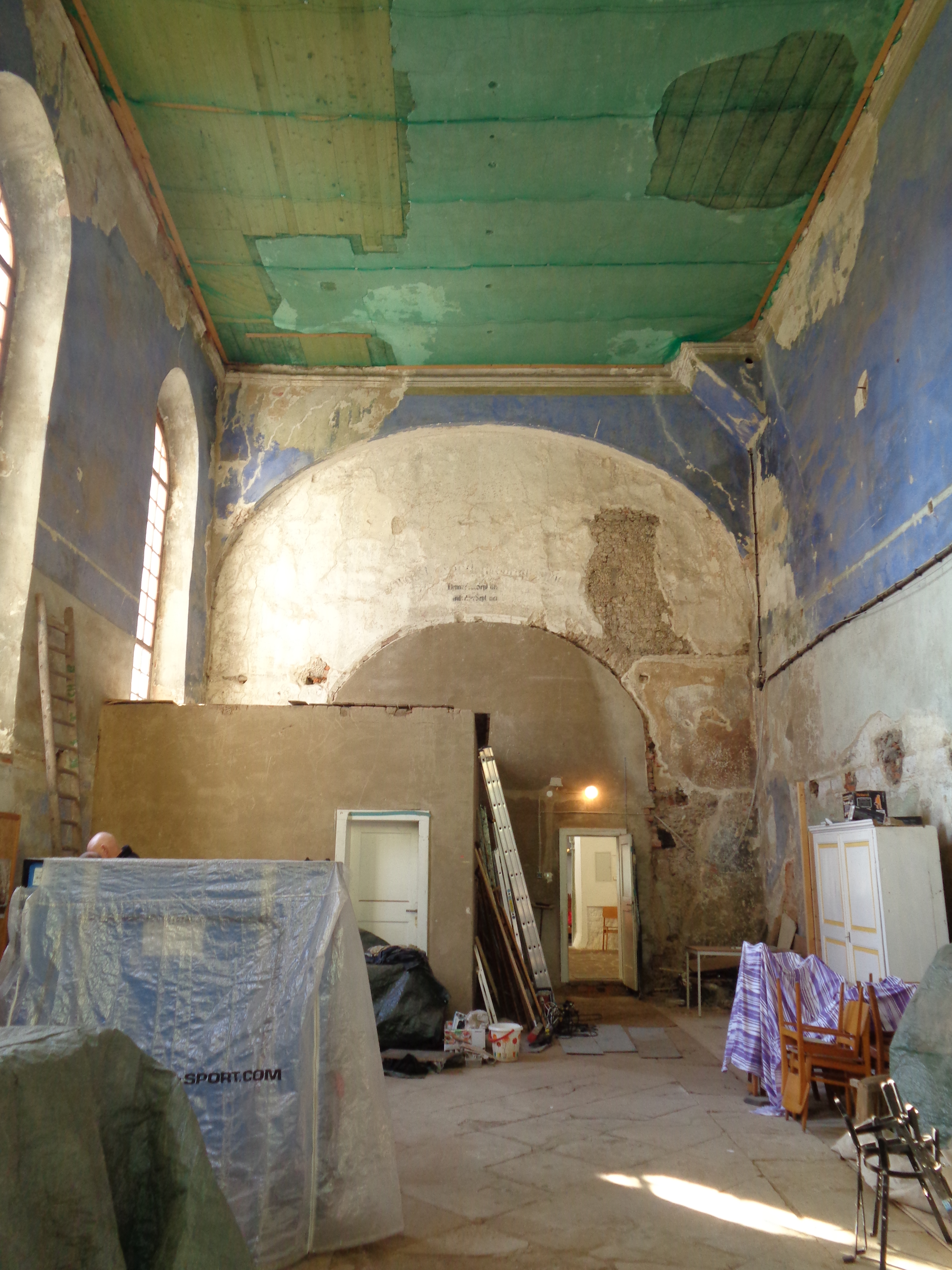
Der durch eine Mauer vom Schiff abgetrennte Chor, Blick nach Westen auf die Trennmauer

Die eigenartige Baustruktur der Kirche könnte darauf zurückzuführen sein, dass für den Konvent der östlich an den ursprünglichen Ostturm anschließende Chor errichtet wurde. Das neue Kloster erhielt 1522 die Einkünfte der Pfarreien Wermsdorf und Fremdiswalde. Nach Schiffner soll das Kloster für 26 Serviten bestimmt gewesen sein. Nach Bergsträßer stiftete Heinrich von Starschedel 1490 das Kloster mit 16 Fratres.
Über das Ende des Klosters und was aus den Liegenschaften wurde, schweigen die Quellen weitgehend (oder sind bisher noch nicht ausgewertet). Um 1530 schreibt der Pirnaische Mönch (= Johannes Lindner), dass die Mönche zum evangelischen Glauben übergetreten waren (Moczschen ... Marienknechte ... die besamt dem Volk alldo vast die Martinische Secte trieben). Dies muss jedoch noch nicht der Zeitpunkt der Auflösung des Klosters gewesen sein. Die Klosterdatenbank Germania Sacra gibt den Zeitraum der Klosterauflösung mit 1530 bis 1539 an. Dagegen nennt Emil Kießling recht präzise das Jahr 1529, als Jahr der Auflösung des Klosters. Allerdings ist nicht angegeben, woher die Angabe stammt.  Karl Suso Frank gibt den Bestandszeitraum des Klosters Mutzschen mit 1491 bis 1530 an.

## Priore
- 1517, 1521 Jakob Klappe, Prior.[12][13] Er war schon vor 1529 Pfarrer in Fremdiswalde geworden, 1536 war er Pfarrer in Niederebersbach.

## Gebäude
Die Klosterkirche brannte 1683 ab und wurde neu aufgebaut.